# Calogero Lauricella
Calogero Lauricella (* 20. Februar 1919 in Ravanusa; † 20. Juni 1989 in Syrakus) war Erzbischof von Syrakus.

## Biographie
Calogero Lauricella wurde am 12. Juni 1941 zum Priester geweiht. Am 13. Mai 1961 wurde er zum Titularbischof von Sela und zum Weihbischof in Agrigent ernannt. Die Bischofsweihe empfing er am 24. Juni 1961.
Am 8. September 1964 wurde Calogero Lauricella zum Weihbischof in Cefalù ernannt. Ab 1967 leitete die Diözese als Apostolischer Administrator. Am 4. Juni 1970 wurde er zum Bischof von Cefalù ernannt.
Am 8. September 1973 wurde Calogero Lauricella zum Erzbischof von Syrakus ernannt. Dort starb er am 20. Juni 1989 im Alter von 70 Jahren.